# Phyllocnistis habrochroa
Phyllocnistis habrochroa là một loài bướm đêm thuộc họ Gracillariidae, known from Karnataka, Ấn Độ. Ấu trùng ăn Abatia stellata. Nó được đặt tên bởi E. Meyrick năm 1915.